# Florești (Moldavia)
Florești es una localidad de Moldavia, en el distrito (Raión) de Florești. Se encuentra a una altitud de 122 m sobre el nivel del mar. la ciudad posee un propio equipo de fútbol, el FC Florești, que milita en la Divizia A, la 2ª división moldava.

## Demografía
Según estimación 2010 contaba con una población de 14 987 habitantes.